# Arteria plantar lateral
La arteria plantar lateral o arteria plantar externa (TA: arteria plantaris lateralis) es una arteria que se origina como rama terminal de la arteria tibial posterior.

## Ramas
En su porción oblicua emite:
- Ramos inferiores.
- Ramos superiores.
- Ramos internos.
- Ramos externos.

De su porción transversal o arco plantar y por su parte convexa nacen:
- La arteria colateral externa del dedo pequeño.
- Las cuatro arterias interóseas plantares.

De la porción superior del arco plantar nacen:
- Las arterias perforantes posteriores.

## Distribución
Se distribuye hacia la planta del pie y los dedos.